# Brett Myers

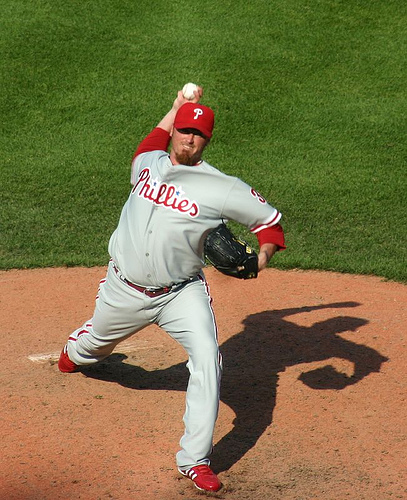

Brett Myers é um jogador profissional de beisebol estadunidense.

## Carreira
Brett Myers foi campeão da World Series 2008 jogando pelo Philadelphia Phillies. Na série de partidas decisiva, sua equipe venceu o Tampa Bay Rays por 4 jogos a 1.